# Amastus fallax
Amastus fallax là một loài bướm đêm thuộc phân họ Arctiinae, họ Erebidae.